# København 1935
København 1935 er en dansk dokumentarfilm fra 1935.

## Handling
Denne artikel mangler et handlingsreferat. Hjælp os med at skrive det.